# Busterminal Vienna

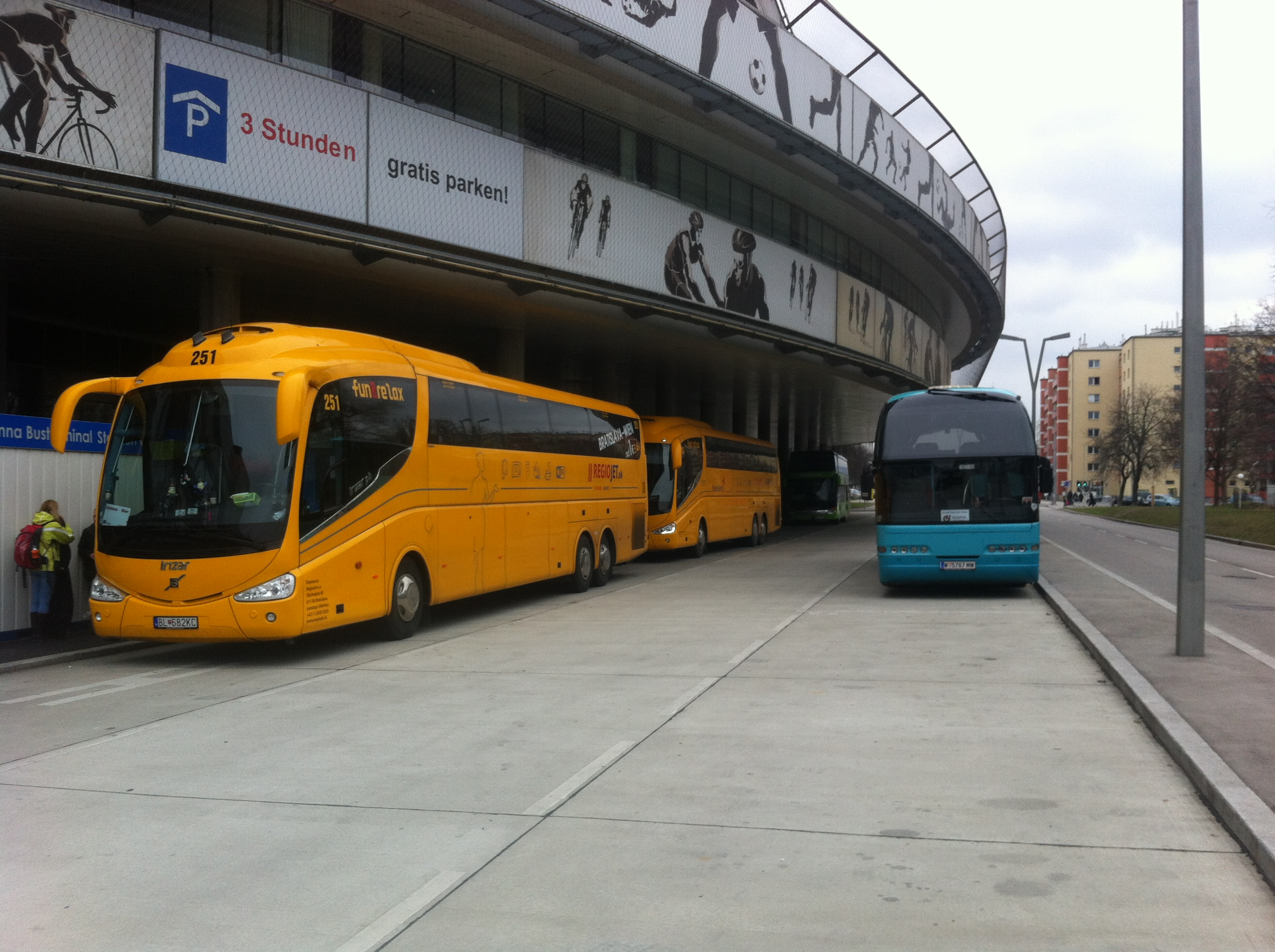
Fernbusse im Busterminal Vienna

Der Busterminal Vienna liegt am Olympiaplatz im 2. Wiener Gemeindebezirk Leopoldstadt, direkt neben dem Einkaufszentrum Stadion Center, wo sich auch ein Parkhaus befindet. Er wird durch das Unternehmen Austrotouring Verkehrsbetriebe betrieben, das zum Gschwindl-Konzern gehört. Im Nahebereich des Busbahnhofes befinden sich das Ernst-Happel-Stadion und die U-Bahn-Station Stadion.

## Geschichte
Im Zuge der Verlängerung der U-Bahn-Linie 2 zum Stadion wurde 2008 die parallel zur U-Bahn führende Straßenbahnlinie 21 eingestellt. Auf der ehemaligen Trasse der Straßenbahnlinie wurde eine Spur für Taxis und Linienomnibusse (Linie 77A) sowie der Busparkplatz Stadion Center errichtet. Im Juli 2013 wurde dieser zum Busbahnhof erweitert und dient inzwischen als Drehkreuz für den europäischen Fernbusverkehr. Neben den Fernbuslinien halten auch einige Linien des Regionalverkehrs, z. B. der Flughafenbus. Der Busterminal verfügt über 8 Bussteige mit jeweils 15 Metern Länge. Der Busbahnhof nimmt etwa die Hälfte der Fläche ein. Auf der anderen Hälfte, im hinteren Bereich, befinden sich Busparkplätze. Insgesamt können ca. 30 Busse am Gelände eingestellt werden.
In unmittelbarer Nähe des Terminals befinden sich Stationen der U-Bahn-Linie U2 und der Buslinien 11A und 77A. Der Busterminal Vienna ist neben dem im Jahr 2007 eröffneten Vienna International Busterminal und dem Busbahnhof am Südtiroler Platz einer von drei Fernbusbahnhöfen in Wien.

## Neubau des zentralen Busterminals
Im März 2019 kündigten Verkehrsstadträtin Maria Vassilakou (Grüne) und Bürgermeister Michael Ludwig (SPÖ) den Neubau eines zentralen Busterminals für Wien in der Nähe des Ferry-Dusika-Stadions an, das voraussichtlich nach fünfjähriger Bauzeit als Fernbus-Terminal Wien den Betrieb aufnehmen wird. Hintergrund war die bislang unbefriedigende Situation am Busterminal Vienna sowie dem Vienna International Busterminal in Wien-Erdberg sowie ein fehlendes, zentrales Busterminal in der Bundeshauptstadt, was sich besonders für Umsteigereisende als nachteilig herausstellte. Neben dem Neubau des Hauptbahnhofs und der Sanierung des Flughafens Wien-Schwechat ist das zentrale Busterminal eines von drei großen Verkehrsbauprojekten in Wien.